# تلویزیون دیجیتال زمینی

استفاده از تلویزیون دیجیتال زمینی در جهان.

تلویزیون دیجیتال زمینی (به انگلیسی: Digital terrestrial television), یک فناوری نو در زمینهٔ پخش برنامه‌های صوتی و تصویری تلویزیونی از طریق انتشار سیگنال‌های دیجیتال توسط فرستنده‌های زمینی می‌باشد. در این روش، پخش نسبت به تلویزیون آنالوگ برنامه‌ها، میزان طیف الکترومغناطیسی پائین می‌آید و کیفت تصویر به میزان بالایی نسبت به ارسال از طریق سیگنال آنالوگ بالا می‌رود. در تلویزیون دیجیتال، تصاویر تلویزیونی به شکل بیت‌های داده (۰ یا ۱) درآمده و از طریق فرستندهٔ دیجیتال ارسال می‌گردد. برای این‌که این تصاویر به شکل قابل نمایش روی تلویزیون تشکیل شود، لازم است یک دستگاه گیرندهٔ دیجیتال مانند رسیور ماهواره در کنار تلویزیون اضافه شود تا سیگنال. های دیجیتال را دریافت کرده و بخواند. البته نسل جدیدی از تلویزیون‌های امروزی داری یک تیونر داخلی می‌باشند که مستقیماً سیگنال‌های دیجیتال را دریافت کرده و نمایش می‌دهند.

## ارسال
تلویزیون دیجیتال زمینی با استفاده از فرکانس‌های رادیویی از طریق فضای زمینی ارسال می‌شود.

## مقایسه با ارسال آنالوگ
از مزیت‌های ارسال دیجیتال، فرستادن چندین «شبکهٔ تلویزیونی» در یک کانال است. در حالی که در آنالوگ هر شبکه، یک کانال مخصوص به خود را دارد. هر خوشه از شبکه‌های تلویزیونی در یک کانال قرار می‌گیرند که به آن مولتی پلاکس گفته می‌شود.

## دریافت
دریافت تلویزیون دیجیتال زمینی بسیار ساده است، با وصل کردن یک گیرندهٔ دیجیتال به تلویزیون (بدون مبدل داخلی) به سادگی تصویر روی صفحه خواهد بود؛ به عبارت دیگر در صورتی که آنتن مناسب باشد، با اضافه کردن یک مبدل میان آنتن و تلویزیون (بدون مبدل داخلی) می‌توان سیگنال دیجیتال را دریافت کرد.

## در ایران
در حال حاضر، پخش دیجیتال شبکه‌های سازمان صدا و سیمای جمهوری اسلامی ایران (IRIB)، از طریق فرستنده‌های دیجیتال با فرمت DVB-T و DVB-T2 پخش می‌گردد. شبکه‌های تلویزیونی و رادیویی صدا و سیما در پخش دیجیتال، از طریق پنج بسته دیجیتال پخش می‌گردند که اکثر شبکه‌های SD از طریق فرستنده‌های اول و دوم، شبکه‌های HD از طریق فرستنده‌های سوم و چهارم و همچنین شبکه 4K از طریق فرستنده پنجم پخش می‌گردد. همچنین فرستنده‌های اول و دوم به‌صورت H.264 و سایر فرستنده‌ها به‌صورت HEVC پخش می‌گردند.

## در کشورهای مختلف

پیشرفت تلویزیون دیجیتال زمینی در جهان.

| کشور          | تاریخ رسمی شروع | شروع بست آنالوگ | آخر بستن آنالوگ | سیستم        | تعامل | فشردگی     | مرجع |
| ------------- | --------------- | --------------- | --------------- | ------------ | ----- | ---------- | ---- |
| افغانستان     | ۲۰۱۴-۰۸-۳۱      | ---             | ---             | DVB-T2       | مثال  | MPEG-4     | مثال |
| استرالیا      | ۲۰۰۱-۰۱-۰۱      | ۳۰ ژوئن ۲۰۱۰    | م۲۰۱۳           | دی وی بی     | MHP   | MHPEG-2    |      |
| آرژانتین      | مثال            | مثال            | مثال            | مثال         | مثال  | مثال       | مثال |
| ایتالیا       | مثال            | مثال            | مثال            | مثال         | مثال  | مثال       | مثال |
| اسرائیل       | مثال            | مثال            | مثال            | مثال         | مثال  | مثال       | مثال |
| ایران         | ۲۰۰۹            | ۲۰۱۵            | مثال            | DVB-T/DVB-T2 | مثال  | H.264/HEVC | مثال |
| ترکیه         | مثال            | مثال            | مثال            | مثال         | مثال  | مثال       | مثال |
| ایالات متحده  | مثال            | مثال            | مثال            | مثال         | مثال  | مثال       | مثال |
| فرانسه        | ۲۰۰۵-۰۳-۳۱      | ۲۰۰۹-۰۲-۰۴      | ۲۰۱۱            | DVB-T        | MHP   | MPEG-2&4   |      |
| ژاپن          | مثال            | مثال            | مثال            | مثال         | مثال  | مثال       | مثال |
| آلمان         | مثال            | مثال            | مثال            | مثال         | مثال  | مثال       | مثال |
| روسیه         | مثال            | مثال            | مثال            | مثال         | مثال  | مثال       | مثال |
| برزیل         | مثال            | مثال            | مثال            | مثال         | مثال  | مثال       | مثال |
| چین           | مثال            | مثال            | مثال            | مثال         | مثال  | مثال       | مثال |
| بریتانیا کبیر | مثال            | مثال            | مثال            | مثال         | مثال  | مثال       | مثال |
| مصر           | مثال            | مثال            | مثال            | مثال         | مثال  | مثال       | مثال |
| هند           | مثال            | مثال            | مثال            | مثال         | مثال  | مثال       | مثال |
| پاکستان       | مثال            | مثال            | مثال            | مثال         | مثال  | مثال       | مثال |